# 十二角数
十二角数（英語: Dodecagonal number）は、十二角形の多角数である。n番目の十二角数は、以下の式で与えられる。 
{\displaystyle D_{n}=5n^{2}-4n}
n = 0から45までの十角数は、次の通りである。 
0, 1, 12, 33, 64, 105, 156, 217, 288, 369, 460, 561, 672, 793, 924, 1065, 1216, 1377, 1548, 1729, 1920, 2121, 2332, 2553, 2784, 3025, 3276, 3537, 3808, 4089, 4380, 4681, 4992, 5313, 5644, 5985, 6336, 6697, 7068, 7449, 7840, 8241, 8652, 9073, 9504, 9945

## 性質
十二角数の偶奇性は交互に入れ替わり、特に十進法では1の位が1, 2, 3, 4, 5, 6, 7, 8, 9, 0というパターンになる。
n番目の十二角数はnの二乗とn-1番目の矩形数の4倍の和と同じである。
{\displaystyle D_{n}=n^{2}+4(n^{2}-n)}.
多角数定理に基づき、すべての自然数は高々12個の十二角数の和である。